# Ли Цзинлинь
Ли Цзинли́нь (кит. 李景林) по прозванию Фанчэ́нь (кит. 芳宸) (1885—1931) — китайский военный и политический деятель, генерал, известен мастерством владения китайским мечом.

## Биография
Окончил Баодинскую военную академию. После 1912 года занимал посты начальника штаба у генерал-губернатора провинции Хэйлунцзян, командира полка в действующей армии, командира бригады и командира дивизии в Фэнтяньской армии. Во время 1-й Чжили-Фэнтяньской войны был назначен командующим 3-го эшелона восточного фронта. В 1924 году во время 2-й Чжили-Фэнтяньской войны был командиром 2-й армии, после войны был верховным комиссаром по военным делам в провинции Чжили, главнокомандующим объединенной Чжилийско-Шаньдунской армией, генерал-губернатором провинции Чжили.
В конце 1925 года примкнул к заговору Го Сунлина, заключившего союз с Фэн Юйсяном против Чжан Цзолиня, объявив о своей независимости. Вскоре Ли Цзинлинь под влиянием Японии снова перешёл на сторону Чжан Цзолиня и захватил в ноябре 1925 года Тяньцзинь, нарушив тем самым связь и взаимодействие Гу Сунлина и Фэн Юйсяна. В 1926 году войска Ли Цзинлиня были изгнаны из Тяньцзиня армией Фэн Юйсяна и отступили к Шаньдуну. В 1927 году Ли Цзинлинь соединил свои военные силы с армией Чжан Цзунчана для борьбы против Фэн Юйсяна. Позже он был уволен со всех должностей Чжан Цзолинем по своей просьбе.
Удалившись в 1927 году от военных дел в Тяньцзинь, а затем в Шанхай, он обучал там искусству уданского меча. После образования в 1928 году в Нанкине Центрального института гошу Ли Цзиньлинь был приглашен ректором Чжан Чжицзяном (бывший командир из Северо-Западной армии Фэн Юйсяна) на пост заместителя, кроме того становится членом Военного Совета Гоминьдана. В Центральном институте гошу преподает технику уданского меча (удан цзянь), а также привлек к работе многих специалистов в области боя мечом. В 1929 году, после организации института гошу в Чжэцзяне, преподает и в этом институте. В 1930 году, когда Янь Сишань и Фэн Юйсян подняли мятеж против Чан Кайши, Ли Цзинлинь принимает участие в боевых действиях в Цзинане на стороне Гоминьдана. После подавления мятежа создает Шаньдунский институт гошу и занимает пост ректора в 1931 году. Умер в Цзинане.